# 葉普·貝伊
葉普·貝伊（丹麥語：Jeppe Bay，1997年3月4日—），丹麥男子羽毛球運動員。

## 簡歷
2016年11月，葉普·貝伊與拉斯穆斯·克亞爾合作出戰芬蘭羽毛球國際賽男子雙打項目，在決賽中以3-0的成績（11-8、11-2、11-4）擊敗了波蘭選手卢卡斯·莫伦/沃伊切赫·苏库德拉尔塞克組合，奪得個人生涯中首個國際賽冠軍。

## 主要比賽成績
只列出曾進入準決賽的國際賽事成績：
| 年份   | 賽事                     | 公開賽級別 | 項目     | 拍檔            | 成績   |
| ------ | ------------------------ | ---------- | -------- | --------------- | ------ |
| 2016年 | 芬蘭羽毛球國際賽         | 國際系列賽 | 男子雙打 | 拉斯穆斯·克亞爾 | 冠軍   |
| 2017年 | 斯洛文尼亞羽毛球國際賽   | 國際系列賽 | 男子雙打 | 拉斯穆斯·克亞爾 | 亞軍   |
| 2017年 | 保加利亞羽毛球公開賽     | 國際系列賽 | 男子雙打 | 拉斯穆斯·克亞爾 | 亞軍   |
| 2018年 | 斯洛文尼亞羽毛球國際賽   | 國際系列賽 | 男子雙打 | 拉斯穆斯·克亞爾 | 冠軍   |
| 2018年 | 捷克羽毛球公開賽         | 國際挑戰賽 | 男子雙打 | 米克爾·米克爾森 | 準決賽 |
| 2018年 | 捷克羽毛球公開賽         | 國際挑戰賽 | 混合雙打 | 迪特·瑟比       | 亞軍   |
| 2019年 | 波蘭羽毛球國際賽         | 國際系列賽 | 男子雙打 | 米克爾·米克爾森 | 亞軍   |
| 2019年 | 匈牙利羽毛球國際賽       | 國際挑戰賽 | 男子雙打 | 米克爾·米克爾森 | 準決賽 |
| 2019年 | 蘇格蘭羽毛球公開賽       | 國際挑戰賽 | 男子雙打 | 米克爾·米克爾森 | 亞軍   |
| 2020年 | 奧地利羽毛球公開賽       | 國際挑戰賽 | 混合雙打 | 萨拉·伦高       | 冠軍   |
| 2020年 | 薩洛盧羽毛球公開賽       | 超級100賽  | 男子雙打 | 拉塞·摩爾菲德   | 冠軍   |
| 2021年 | 全英羽毛球公開賽         | 超級1000賽 | 男子雙打 | 拉塞·摩爾菲德   | 準決賽 |
| 2021年 | 丹麥羽毛球大師賽         | 國際挑戰賽 | 混合雙打 | 莎拉·伦高       | 冠軍   |
| 2021年 | 湯姆斯盃                 | 其他       | 男子團體 | －              | 季軍   |
| 2022年 | 湯姆斯盃                 | 其他       | 男子團體 | －              | 季軍   |
| 2023年 | 歐洲羽毛球混合團體錦標賽 | 其他       | 混合團體 | －              | 冠軍   |

| 2007-2017年 | 首要超級賽 | 超級賽 | 黃金大獎賽 | 大獎賽 | 國際挑戰賽 | 國際系列賽 | 未來系列賽 | 其他 |

| 2018-2026年 | 總決賽 | 超級1000賽 | 超級750賽 | 超級500賽 | 超級300賽 | 超級100賽 | 國際挑戰賽 | 國際系列賽 | 未來系列賽 | 其他 |

### 奧運會和世錦賽參賽紀錄
|          | 搭檔          | 2022 | 2023 |
| -------- | ------------- | ---- | ---- |
| 男子雙打 | 拉塞·摩爾菲德 | 16強 | 32強 |